# Cervonîi Ostriv, Volociîsk
Cervonîi Ostriv (în ucraineană Червоний Острів) este un sat în comuna Bohdanivka din raionul Volociîsk, regiunea Hmelnîțkîi, Ucraina.

## Demografie
Componența lingvistică a localității Cervonîi Ostriv
     Ucraineană (98,98%)
     Rusă (1,02%)
Conform recensământului din 2001, majoritatea populației localității Cervonîi Ostriv era vorbitoare de ucraineană (98,98%), existând în minoritate și vorbitori de rusă (1,02%).